# Мечеть Каунаса

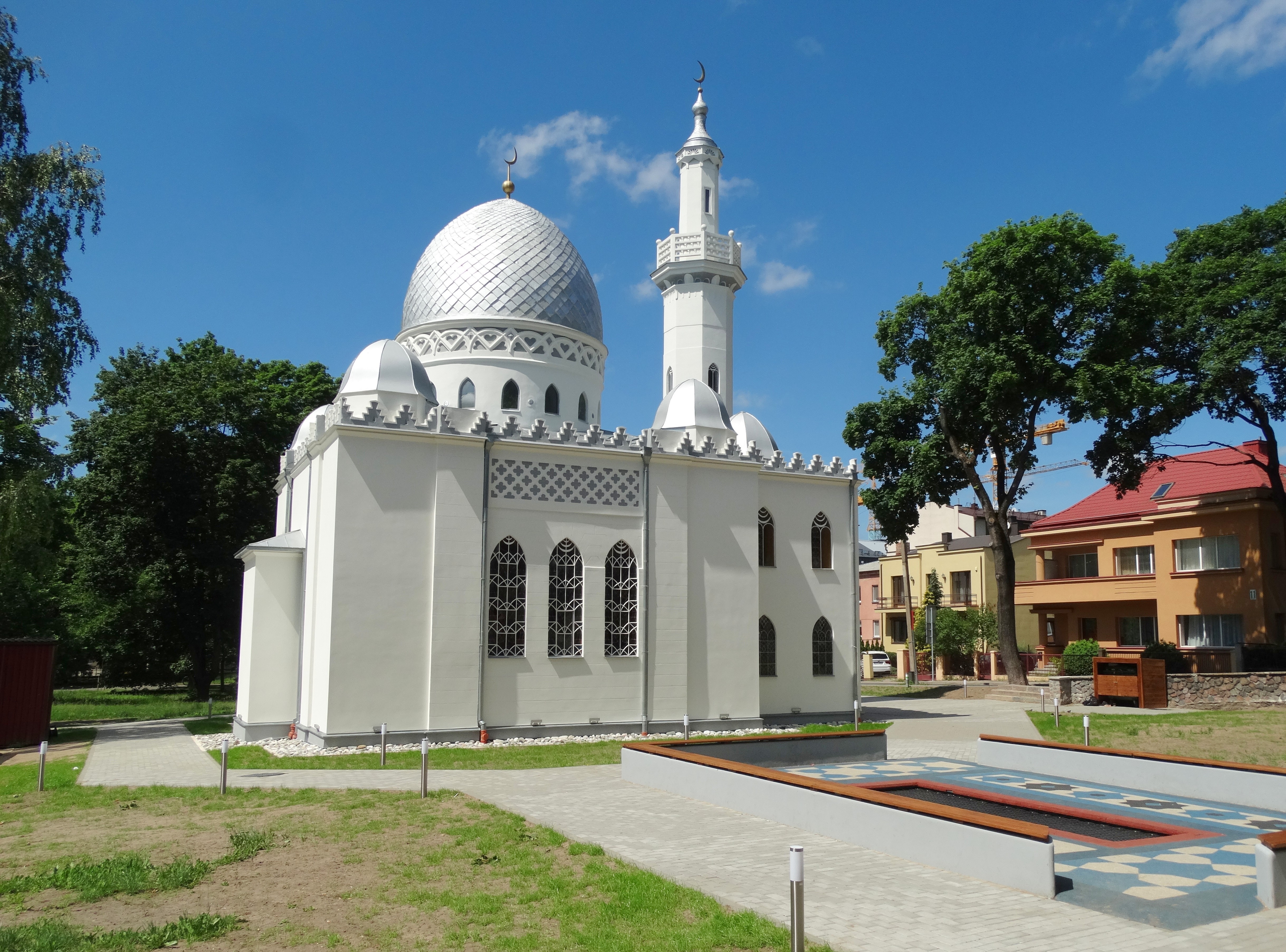
Каунасская мечеть

Каунасская мечеть или Мечеть Витовта Великого (лит. Vytauto Didžiojo Mečetė) — одна из четырёх оставшихся мечетей в Литве. Расположена в Центральном старостве Каунаса. Это единственная кирпичная мечеть в Литве.
Деревянная мечеть была впервые сооружена в 1860 году. Она была заменена кирпичной мечетью в 1930 году при содействии властей Литвы. Мечеть была перестроена в 500-ю годовщину смерти Витовта, великого князя литовского, который разрешил татарам поселиться в Литве.
Мечеть была создана по проекту архитекторов Вацловаса Михнявичюса и Адольфаса Нетиксаса, которые взяли за основу стиль мечетей в северной Африке. В 1947 году мечеть была закрыта. В советское время здание использовалось как цирк. Существовали планы основания музея искусства Ислама. В 1989 году мечеть Каунаса была возвращена верующим. В 1991 году была проведена первая служба. В 2019—2020 мечеть была отреставрирована.